# Улица Семьи Шамшиных
Улица Семьи Шамшиных — улица в Центральном районе Новосибирска. Проходит с юга на север. Начинается от места соединения Коммунистической улицы и съезда на улицу Ипподромскую; заканчивается между улицами Писарева и Линейной напротив ветви Западно-Сибирской железной дороги приблизительно в 35 метрах от неё.
Улица названа в честь семьи Шамшиных, участников Революции 1905 года.

## Примечательные здания

#### Городская начальная школа
Здание школы построено в 1909—1912 годы архитектором Андреем Дмитриевичем Крячковым. Памятник архитектуры регионального значения. По состоянию на декабрь 2014 года в здании располагается Новосибирский государственный театральный институт.
- Клуб Мылзавода (Жиркомбината) — здание, проект которого разрабатывался в 1930 году организацией «Горстройконтора». Клуб мог принять 400 человек. Первый этаж занимали подсобные помещения, кухня, столовая, комнаты кружков, буфет, зрительный зал. На втором этаже находились читальный зал, книгохранилище, кинобудка. Здание реконструировалось в 1990-е и в 2000-е годы. По состоянию на декабрь 2014 года в здании располагается супермаркет «Холидей Классик»[4].

- Дом Янки Дягилевой — дом на углу улиц Ядринцевской и Семьи Шамшиных, где жила известная рок-певица и поэтесса Янка Дягилева (1966—1991). В 2014 году на здании появилась мемориальная доска певице, установленная поклонниками поэтессы[5].

## Декоративные сооружения
Скульптура «Электромонтёр»

## Организации
- Новосибирский государственный театральный институт (НГТИ)
- Городская инфекционная клиническая больница № 1
- Скорая медицинская помощь
- Новосибирские городские электрические сети
- Тандыр, ресторан узбекской кухни